# Come Into My World (pjesma)
"Come Into My World" pjesma je australske pjevačice Kylie Minogue. Objavljena je kao četvrti i posljednji singl s njenog osmog studijskog albuma Fever, u studenom 2002. godine, u izdanju diskografskih kuća Parlophone, Mushroom Records i Capitol Records. 

## O pjesmi
Pjesma je dobila Grammy za najbolju dance pjesmu 2004. godine.
Korištena je za petu epizodu serije Charmed' nazvanu "House Calls". Singl inačica pjesme puštena je nakon početne špice.
Minogue je izvodila pjesmu na sljedećim koncertnim turnejama:
- KylieFever2002
- Showgirl: The Greatest Hits Tour (Baladna verzija)
- Showgirl: The Homecoming Tour (Baladna verzija)
- KylieX2008 (Fisherspooner Remix)
- For You, For Me Tour

### Uspjeh na top ljestvicama
U studenom 2002. godine, pjesma je debitirala na osmom mjestu službene top ljestvice Ujedinjenog Kraljevstva i 4. mjesto službene australske top ljestvice. To joj je najveći uspjeh. Nije se pojavila na Billboard ljestvici. Pjesma je dobila zlatnu certifikaciju u Australiji.

## Formati i popis pjesama
Službeni formati i verzije singla "Come Into My World".
Kanadski CD Singl
1. "Come Into My World" [Singl verzija] — 4:06
2. "Come Into My World" [Fischerspooner Mix] — 4:28

Britanski CD 1 (CDRS6590)
1. "Come Into My World" [Singl verzija] — 4:06
2. "Come Into My World" [Ashtrax Mix] — 5:02
3. "Come Into My World" [Robbie Rivera's Hard and Sexy Mix] — 7:01
4. "Come Into My World" [Spot]

Britanski CD 2 (CDR6590)
1. "Come Into My World" [Singl verzija] — 4:06
2. "Love at First Sight" [Verzija uživo 2002 Edit] — 4:19
3. "Fever" [Verzija uživo 2002.] — 3:43

Britanski DVD Singl (DVDR6590)
1. "Come Into My World" [Kylie Fever Uživo Video] — 6:12
2. "The Making of Come Into My World"
3. "Come Into My World" [Fischerspooner Mix Slow]

## Videospot
Spot za pjesmu režirao je francuski režiser Michel Gondry. Sličan je jednom Minogueinom prethodnom videspotu, za pjesmu "Did It Again", gdje postoje četiri Kylie.
Spot za pjesmu prikazuje Kylie kako se šeta u krug kvartom Boulogne-Billancourt u predgrađu Pariza u Francuskoj. Svaki put kad završi svoj krug, nova Kylie izađe iz jednog od dućana (iz kojeg je "stara" Kylie izašla na početku svoje šetnje) i nastavi šetnju sa "starom" Kylie, s tim što ima nešto drugačije pokrete. Svaki događaj u pozadini se ponavlja. Kroz spot Kylie uradi 4 kruga i "stvore" se 4 "nove" Kylie. Također, događaji u pozadini se ponavljaju 4 puta. Spot se završava s Minogueinim 5. krugom. 
Snimljen je 8. rujna 2002. godine u Parizu, a objavljen 21. listopada 2002., također u Parizu. Veliku vremensku razliku između snimanja i objavljivanja videspota objašnjava činjenica da je bilo potrebno puno vremena da se dodaju specijalni efekti.
Australska emisija 20 to 1 uvrstila je spot na svoju ljestvicu najboljih spotova.
Pitchfork je stavio spot za pjesmu na 14. mjesto liste "The Top 50 Music Videos of the 2000s" (top 50 spotova 2000-tih).

## Top ljestvice
| Top ljestvica (2002.)  | Najviša pozicija |
| ---------------------- | ---------------- |
| Australija             | 4                |
| Austrija               | 59               |
| Belgija (Flandrija)    | 35               |
| Češka                  | 66               |
| Danska                 | 15               |
| Francuska              | 78               |
| Italija                | 13               |
| Nizozemska             | 35               |
| Novi Zeland            | 20               |
| Rumunjska              | 12               |
| Ujedinjeno Kraljevstvo | 8                |

## Povijest objavljivanja
| Država                 | Datum objave       | Format   |
| ---------------------- | ------------------ | -------- |
| Australija             | 2. studenog 2002.  | CD singl |
| Ujedinjeno Kraljevstvo | 11. studenog 2002. | CD singl |

## Vanjske poveznice
- Pravljenje videospota za Come Into My World  Arhivirana inačica izvorne stranice od 26. siječnja 2010. (Wayback Machine)
- Rue du Point du Jour na Google Maps